# Viktimológia
A viktimológia (magyar szóval áldozattan) a bűnözés áldozattá válásnak a folyamatát vizsgáló tudományág.

## Céljai
A viktimológia célkitűzése, hogy az áldozat szempontjából, annak hatékonyabb védelme érdekében elősegítse a bűnözés ellen folytatott hatásosabb küzdelmet.
A tömegméretű bűnözés visszaszorításában tekintettel kell lenni az ember személyiségét, javait és jogait sértő, károsító illetve veszélyeztető bűncselekmények sértettjeinek problémáira. A bűncselekmények megjelenési formáit, okait és elkövetésének feltételeit aktuális társadalmi folyamat részeként lehet vizsgálni, mégpedig a sértettel kapcsolatos tényezők figyelembe vételével.
A bűnözés a társadalmi közérzetet erőteljesen zavaró tömegjelenség. Bűnügyi tapasztalatok igazolják, hogy nem mindenkit fenyeget egyformán kriminális veszélyeztetettség. Egyesek személyiségük jellemzői, a tettessel való kapcsolatuk miatt az átlagosnál gyakrabban válhatnak a bűnözés áldozataivá.

## Története és tudománytörténete
Az áldozatokra irányuló figyelem a 20. század második felében vette kezdetét és azóta egyre jobban gazdagodott, mind a nemzetközi, mind a hazai és külföldi szakirodalomban. Ezzel együtt az áldozatokkal való tudományos és gyakorlatias foglalkozás hagyományai évezredes múltúak. 
A bűnözés áldozataira vonatkozó ismeretek – mint a védelem tárgyáról, mint a bűnüldözésben való szerepéről, valamint oltalmazásának módjáról – a jog fejlődés minden korszakában megtalálható.
A sértett védelmének jogtörténete során kezdetben a naturális védelem érvényesült – természetes volt, hogy a bajba jutottakat a közösség, erejéhez mérten és szervezetlenül, de megsegítette. A bürokratizálódó államszervezet és a mind sokrétűbbé váló jogfejlődés a magán és közhatalmi igazságszolgáltatásban a sértetti-áldozati jogok fokozatos visszaszorulását eredményezte. A 19. század nagy kodifikációs hullámai közt (pl. Code Pénal) a sértetti jogok érvényesítése gyakorlatilag eltűnt. Több évszázad után a polgári társadalom fejlődésének eredményeként ismét figyelembe vették a sértett érdekeit, sérelmének orvoslását, részére hatékonyabb igazságszolgáltatást és elégtételszerzést. Az áldozat iránti figyelem a kriminológiai művekben is egyre gazdagodott. A több tényezős kriminológiai irányzat a viktimológia kialakulását eredményezte.
A viktimológia tudománytörténete szempontjából figyelemre méltó a hasznossági elmélet, az utilitarizmus egyik jeles képviselőjének, az angol Jeremy Benthamnek a jogbölcseleti felfogása. A morálnak és a jognak a kritériuma, s egyszersmind egyedüli célja: legtöbb ember számára a lehető legnagyobb hasznosságot nyújtani. Ennek az elvnek a polgári és a büntető törvényhozás területén való érvényesülését tette vizsgálódása tárgyává, különös figyelmet fordítva a sértetté vált egyénekre, valamint a nekik nyújtott igazságszolgáltatás hatékonyságára.
1940-ben jelent meg Hans von Hentig első műve, amelyben az elkövetők és az áldozataik kölcsönös egymásra hatásának szociálpszichológiai kérdéseit vetette fel. A viktimológiát – mint új bűnügyi ismeretrendszert – megalapozó The Criminal and His Victim című tanulmány a bűnözős szociológiájáról, 1948-ban jelent meg. Ez tekinthető a modern értlelemben vett viktimológia születésének.

## A sértetti közrehatás
Felismerhető, hogy a bűnözést, az elkövetett bűncselekményt nem lehet csak a tettes kriminális személyiségzavarával magyarázni. Az elkövetővel szembeni büntetőjogi felelősségre vonás, büntetés-végrehajtás és utógondozás nem elégséges eszköz a bűnözés elleni eredményes küzdelemhez. A sértett, az áldozat személyisége, viselkedése, életkörülményei ugyancsak hozzájárulnak a sérelmére elkövetett bűncselekményekhez. A bűnözés elleni harc során nagyon fontos az elkövetést lehetővé tevő felderített okok és körülmények megszüntetése. 
A köznyelv a bűncselekmények során a "sértetti közrehatást" gyakran úgy értelmezi, hogy az áldozat "tehet arról", hogy bűncselekmény sértettjévé vált, és ez az elkövetőt tette alól felmenti. A helyzet ennél összetettebb. A sértetti közrehatás egyes szélsőséges esetekben valóban felmenti az elkövetőt a bűnösség alól, gondoljunk a jogos védelmi helyzetre: az ártalmatlanná tett támadó "sérelmére" elkövetett erőszak, ha arányos, nem von maga után büntetést. Más esetekben a sértett viselkedése, bár szinte vonzza a bűnözőt, nem menti fel az elkövetőket. Az eszméletlenségig ittas személy saját maga itta le magát, de ettől még aki ellopja az értékeit, felelni fog ezért. 
Áldozattá, sértetté válás következhet a foglalkozásból. Egyes szakmák, hivatások kifejezetten veszélyesek, "könnyű" bennük sértetté válni: rendőrök, mentősök. Szintén munka közben sértetté válhatnak a taxisok, a "hivatalból" egyedül élő de másokon segítő katolikus papok, az egyedül egy férfival elvonuló prostituáltak stb. Veszélyeztető tényező az egyedül élés, a nehéz mozgás, az érzékszervek tompasága, tipikusan az idős kor. 
Áldozattá, sértetté válás következhet gyűlölet-bűncselekmények során egész egyszerűen a sértett bőrszíne, nyelvi, kulturális sajátosságai, szexuális orientációja vagy politikai nézetei miatt.

## Jelentősége
A viktimológia jelentősége egyrészt a bűncselekmények felderítésében rejlik, másrészt a sértettek, áldozatok védelmében, gondozásában.
A nyomozásban a viktimológia kulcsfontosságú választ nyújthat az indítékra és így közvetve a lehetséges elkövetőkre: más az oka egy rablótámadásnak, és más az oka a személyes bosszúnak. Megfigyelték, hogy például a sorozatgyilkosok nagyrészt hasonló áldozatokra "vadásznak".
Az áldozatsegítés a modern jogállamok alapvető kötelezettsége, de nem csak állami, hanem társadalmi feladat. Az áldozatok részére testi lelki gyógyulást, anyagi és jogi segítségnyújtást biztosít, illetve segít feldolgozni a történteket és megelőzni az újabb áldozattá válást.

## Az áldozatorientált irányzat
Az áldozatorientált irányzat ... 

„... lényege az, hogy a figyelmet elfordítja a jövőbeni áldozattá válást megakadályozni kívánó általános megelőzésről, és a középpontba a konkrét bűncselekmény áldozatát, sérelmének lehető legszélesebb körű orvoslását és ezzel együtt a büntetőeljárásban a sértett aktív részvételét állítja. E fordulat egyik legfontosabb hatása, hogy felértékelődik mind az elkövető kiegyezése az áldozattal, mind az okozott sérelem jóvátétele. Az érdeklődés tehát egyre inkább a tett és az áldozat felé fordul. Vagyis a jelenlegi helyzet mögött látni kell azt a fejlődést, hogy az említett kezelési eufóriát követő kijózanodás a jogállami, a garanciális előírások és értékek hangsúlyozása mellett a viktimológiai szempontokat, a sértett érdekeit, a tettes és az áldozat kiegyezését is előtérbe állította. A sértett újbóli fölfedezése összefügg a kriminálpolitika krízisével, azaz az állam büntető igényének érvényesítésére igénybe vett szankcióváltozatok preventív lehetőségeinek a korlátaival. A sértetti érdekek fokozott figyelembevétele kapcsán érzékelhető a büntetőjog új meghatározására irányuló törekvés is a békére, a kiegyezésre alapozódó konfliktusszabályozás és -megoldás értelmében.
Az áldozatcentrikus felfogás térnyerése a korábbi kriminálpolitika visszahatásának is tulajdonítható, miután a kriminálpolitika alakulása „ingamozgásként” is jellemezhető.
A viktimológia, a tettes és az áldozat közötti kiegyezés divattéma is lett, de a büntetőjoggal, az állami szankciók alkalmazásával szembeni növekvő kritikai távolságtartás megnyilvánulása is.”

## Lásd még
- Kriminálviktimológia